# Felbertauernstraße
De Felbertauernstraße (B108) is een Oostenrijkse weg die loopt vanaf de aansluiting met de B161 bij Mittersill, via de Felbertauerntunnel en Matrei in Osttirol naar Lienz, waar de weg vervolgens aansluit op een rotonde met de B100. Voor deze weg is geen tolvignet nodig.
De B108 is vernoemd naar de Felbertauernpas, die sinds de Romeinse tijd het Tauerntal met het Felbertal verbindt. De B108 werd in 1967 gebouwd, en is een alternatieve route voor de Tauern Autobahn. Het voordeel is dat men voor deze route geen tolvignet nodig heeft om van noorden naar het zuiden van de Alpen te komen. Wel moet er voor de tunnel tolgeld worden betaald. Bewoners van Oost-Tirol hoeven geen tolgeld te betalen.